# Johann Friedrich Dammas
Johann Friedrich Dammas (* 2. Februar 1772 in Kroppenstedt; † 14. September 1850 in Bergen auf Rügen) war ein deutscher Kantor, Musik- und Gesangslehrer.

## Leben
Johann Friedrich Dammas, Sohn eines Maurermeisters, besuchte das Halberstädter Seminar und kam danach wohl auf Empfehlung von Johann Gottlieb Picht (1736–1810) als Kantor und Lehrer erst nach Gingst, dann nach Bergen auf Rügen. Am 23. April 1813 heiratete Dammas in Bergen dessen Tochter Johanna Sofia Picht (1778–1852). 1814 wurde die Tochter Johanna Therese geboren, die bereits 1865 verstarb. 1816 wurde der Sohn Carl Hellmuth geboren, der später unter dem Pseudonym Feodor Steffens schriftstellerisch tätig war.
Friedrich Dammas leitete den Bergener Musikverein, der sich sehr um das musikalische Leben auf Rügen verdient machte und anspruchsvolle Aufführungen zeitgenössischer Musik veranstaltete. So brachte er wohl um 1802 Haydns Oratorium "Die Schöpfung" zur Aufführung und trat brieflich mit dem Komponisten in Verbindung.
Bekannt ist Dammas aber heute vor allem in der musikgeschichtlichen Literatur als Lehrer des späteren Stockholmer Hofkapellmeisters und Komponisten Joachim Nicolas Eggert.
Im Herbst 1839 erlitt Dammas einen Schlaganfall und wurde im Oktober 1840 in den Ruhestand versetzt. Anfang 1842 übergab er auch das Kantorenamt an seinen Nachfolger Albert Melkers, der im selben Jahr die Tochter von Friedrich Dammas heiratete.